# Tiraz siciliano
Il tiraz siciliano (il termine ṭirāz - in arabo ﻃﺮﺍﻅ ‎? - derivava dal greco ergasterion) era una officina in cui si producevano tessuti di alta qualità e carta durante il periodo della dominazione arabo-islamica. 
Nella Sicilia araba il più famoso era quello della capitale Palermo.
Durante il dominio musulmano, le stoffe di Palermo si trovavano nei mercati di Alessandria d'Egitto, di Napoli, di Amalfi e di Salerno, fin dal secolo IX. Ed è questa officina i Normanni trovarono impiantata e che vollero mantenere in funzione, anzi ne potenziarono in vari modi la produttività e il prestigio.
In essa si realizzavano tessuti, tappeti, oreficeria ed altri oggetti di pregio destinati all'uso della famiglia reale, dei notabili, come doni di ambascerie, ed in parte per l'esportazione in altri paesi.
Si sa che il laboratorio di Palermo era annesso alla reggia, sebbene sia difficile stabilire oggi quale fosse la sua precisa collocazione nell'ambito dei vari settori che costituivano il complesso del Palazzo Reale.
Opera del Tiraz di Palermo è il celebre Mantello di Ruggero II.